# Ruspolia lemairei
Ruspolia lemairei är en insektsart som först beskrevs av Griffini 1909.  Ruspolia lemairei ingår i släktet Ruspolia och familjen vårtbitare. Inga underarter finns listade i Catalogue of Life.